# Wazzaniyya
Wazzaniyya és una confraria sufí fundada pel xerif idríssida Mulay Abd-Al·lah ibn Ibrahim, mort el 1678.
La zawiyya d'Abd-Al·lah es va establir el 1628 a Wazzam (Ouezzane) de la que va agafar el nom, i va tenir èxit; es va estendre a Algèria a la meitat del segle xviii on fou coneguda com a At-Taytibiyya; al final del segle xix es creu que la meitat de la població del Marroc eren adeptes a la wazzaniyya. El 1893 el xeic, que residia a Tànger i tenia una esposa anglesa, va acceptar la protecció francesa i fou denunciat pels nacionalistes el que va contribuir a una pèrdua d'influència.